# Oederemia confucii
Oederemia confucii là một loài bướm đêm trong họ Noctuidae.